# Boxe aux Jeux olympiques de la jeunesse d'été de 2010
Navigation
Édition suivante
La boxe aux jeux olympiques de la jeunesse d'été de 2010 a eu lieu du 21 au 25 août 2010 au Suntec Singapore International Convention and Exhibition Centre à Singapour.

## Programme
| Date    | Jour     | Durée       | Heure de départ | Détails                      |
| ------- | -------- | ----------- | --------------- | ---------------------------- |
| 21 août | Samedi   | 7:00 Heures | 14 h            | Éliminatoires garçons        |
| 22 août | Dimanche | 7:00 Heures | 14 h            | Demi-finales garçons         |
| 23 août | Lundi    | 3:00 Heures | 18 h            | Matchs de classement garçons |
| 24 août | Mardi    | 3:00 Heures | 18 h            | Matchs de classement garçons |
| 25 août | Mercredi | 6:00 Heures | 14 h            | Finales garçons              |

### Tableau des médailles
| Rang  | Nation           | Or | Argent | Bronze | Total |
| ----- | ---------------- | -- | ------ | ------ | ----- |
| 1     | Cuba             | 3  | 0      | 0      | 3     |
| 2     | Lituanie         | 2  | 0      | 0      | 2     |
| 3     | Australie        | 1  | 1      | 0      | 2     |
| 3     | Irlande          | 1  | 0      | 0      | 1     |
| 3     | Allemagne        | 1  | 0      | 0      | 1     |
| 3     | France           | 1  | 0      | 0      | 1     |
| 3     | Porto Rico       | 1  | 0      | 0      | 1     |
| 3     | Brésil           | 1  | 0      | 0      | 1     |
| 9     | Azerbaïdjan      | 0  | 2      | 0      | 2     |
| 10    | Ouzbékistan      | 0  | 1      | 2      | 3     |
| 11    | Inde             | 0  | 1      | 1      | 2     |
| 11    | Turquie          | 0  | 1      | 1      | 2     |
| 11    | Venezuela        | 0  | 1      | 1      | 2     |
| 14    | Nauru            | 0  | 1      | 0      | 1     |
| 14    | Colombie         | 0  | 1      | 0      | 1     |
| 14    | Italie           | 0  | 1      | 0      | 1     |
| 14    | Nouvelle-Zélande | 0  | 1      | 0      | 1     |
| 18    | Égypte           | 0  | 0      | 1      | 1     |
| 18    | Pologne          | 0  | 0      | 1      | 1     |
| 18    | Argentine        | 0  | 0      | 1      | 1     |
| 18    | Turkménistan     | 0  | 0      | 1      | 1     |
| 18    | Hongrie          | 0  | 0      | 1      | 1     |
| 18    | Moldavie         | 0  | 0      | 1      | 1     |
| Total | Total            | 11 | 11     | 11     | 33    |

### Compétitions
| Compétitions   | Or                 | Argent               | Bronze              |
| -------------- | ------------------ | -------------------- | ------------------- |
| 48 kg garçons  | Ryan Burnett       | Salman Alizada       | Zohidjon Hoorboyev  |
| 51 kg garçons  | Emmanuel Rodríguez | Dj Maaki             | Hesham Abdelaal     |
| 54 kg garçons  | Robeisy Ramírez    | Shiva Thapa          | Dawid Michelus      |
| 57 kg garçons  | Artur Bril         | Elvin Isayev         | Fradimil Macayo     |
| 60 kg garçons  | Evaldas Petrauskas | Brett Mather         | Vikas Krishan Yadav |
| 64 kg garçons  | Ricardas Kuncaitis | Samuel Zapata        | Fabian Maidana      |
| 69 kg garçons  | David Lourenço     | Ahmad Mamadjanov     | Nursahat Pazziyev   |
| 75 kg garçons  | Damien Hooper      | Juan Carlos Carrillo | Zoltán Harcsa       |
| 81 kg garçons  | Irosvani Duverger  | Burak Aksin          | Sardorbek Begaliev  |
| 91 kg garçons  | Lenier Eunice Pero | Fabio Turchi         | Umit Can Patir      |
| +91 kg garçons | Tony Yoka          | Joseph Parker        | Daniil Svaresciuc   |